# 3voor12whitenoise
3voor12whitenoise was een radioprogramma van de VPRO op de Nederlandse radiozender 3FM. Het programma richt zich vooral op elektronische dance/techno en werd gepresenteerd door de Britse techno-dj Dave Clarke. Het programma werd eenmaal per week uitgezonden op zaterdagavond tussen 02.00 en 04.00 uur en was ook online beschikbaar op de 3voor12-site. Het was een onderdeel van de op dance gerichte zaterdagnacht op 3FM, en onderdeel van VPRO's 3voor12.
De Vlaamse radiozender Studio Brussel zond rond hetzelfde tijdstip dezelfde uitzending van Dave Clarke uit.